# Higinio Anglés
Higini Anglès i Pàmies (Maspujols, 1º gennaio 1888 – Roma, 8 dicembre 1969) è stato un musicologo e presbitero spagnolo.
Figura eminente della musicologia internazionale per la serietà e competenza dei suoi lavori, fu membro di diverse associazioni e accademie, ed organizzatore e presidente di diversi congressi di musica sacra e musicologia.

Il 6 gennaio 1958 gli fu concessa la Gran Croce di Sant'Isabella la Cattolica. Dopo la sua morte, il suo corpo riposa nel cimitero del suo paese natale.

## Carriera

### Come musicologo
Studia musica a Barcellona a partire dal 1913, i suoi insegnanti sono Cogul, De Gibert, Barberà e Pedrell. Prosegue gli studi a Friburgo in Brisgovia sotto la guida di W. Gurlitt e, a Gottinga e Monaco, con F. Ludwig. Nel corso degli anni ricoprì diverse ed importanti cariche:
- 1917 Responsabile del dipartimento di musica della Biblioteca della Catalogna
- 1927-1936 Professore di Storia della Musica nel liceo di Barcellona (1927) e nell'università della città medesima (1933-36)
- 1943 Direttore dal momento della sua fondazione dell'Istituto Spagnolo di Musicologia
- 1947 Preside del Pontificio Istituto di Musica Sacra di Roma
- 1958 Consulente di varie congregazioni Pontificie, Prelato d'Onore di Sua Santità e Protonotaro Apostolico (1958)

### Come sacerdote
Ordinato sacerdote a Tarragona, nel 1912, si dedicò contemporaneamente sia all'apostolato che alla ricerca e insegnamento della musica sacra, della quale tentò di preservare gli autentici valori rimanendo sempre fedele servitore della Chiesa cattolica.